# Segona Guerra de l'Opi
La Segona Guerra de l'Opi (en xinès tradicional: 第二次鴉片戰爭; en xinès simplificat: 第二次鸦片战争; en pinyin: Dì'èrcì Yāpiàn Zhànzhēng; 1856-1860) va ser un conflicte armat entre el Regne Unit i França, d'una banda, i la dinastia Qing de la Xina, per una altra.
Va ser la segona gran guerra de les Guerres de l'Opi, va lluitar per qüestions relacionades amb l'exportació d'opi a la Xina i va resultar en una segona derrota per a la dinastia Qing. Els acords de la Convenció de Pequín van conduir a la cessió de la península de Kowloon com a part de Hong Kong.

## Noms
Els termes Segona Guerra i Guerra de les Fletxes s'utilitzen tots dos a la literatura. La «Segona Guerra de l'Opi» fa referència a un dels objectius estratègics de Gran Bretanya, la legalització del comerç d'opi. La derrota de la Xina també va obrir tota la Xina als comerciants britànics i va eximir les importacions estrangeres dels drets de trànsit interns. «Guerra de les fletxes» fa referència al nom del vaixell que va esdevenir el punt de partida del conflicte.

## Antecedents
L'any 1839, els comerciants britànics van ser expulsats de la Xina de la dinastia Qing, i en tornar a Londres presentaren una queixa formal davant del govern britànic. Aquest decidí atacar a la Xina amb la seva flota per obligar-la a comprar l'opi cultivat a l'Índia britànica, donant pas a la Primera Guerra de l'Opi. Les tropes xineses no van poder fer front a l'exèrcit britànic, que ocupà Hong Kong el gener de 1841 i van acabar rendint-se l'any 1842 després de perdre Xangai. Incapaç de resistir les pressions militars i econòmiques de les potències d'occident, amb el tractat de Nanjing, l'emperador Daoguang va haver de fer nombroses concessions, entre d'altres, el territori de Hong Kong, cedit als britànics per 100 anys, i es van establir termes comercials similars pel tractat de Whampoa amb França i el tractat de Wanghia amb els Estats Units d'Amèrica.
Durant l'any 1850 hi ha un gran creixement de l'imperialisme i les potències occidentals van exigir establir nous ports d'escala a la Xina i expandir mercats ultramarins. En un esforç d'expandir els seus territoris a la Xina, el Regne Unit demana a les autoritats de la dinastia Qing, renegociar l'acord del tractat de Nanjing l'any 1854. Les demandes britàniques inclouen que poden exercir el lliure comerç a tota Xina, legalitzar la comercialització de l'opi, abolir els impostos a l'estranger pel trànsit intern, suprimir la pirateria, regular el tràfic de treballadors (que són com esclaus) i permetre a l'ambaixador britànic residir a Pequín. La cort dels Qing va refusar les demandes del Regne Unit, França i els Estats Units, i per això va esclatar la Segona Guerra de l'Opi, que es va dur a terme entre els anys 1856 i 1860.

## La guerra

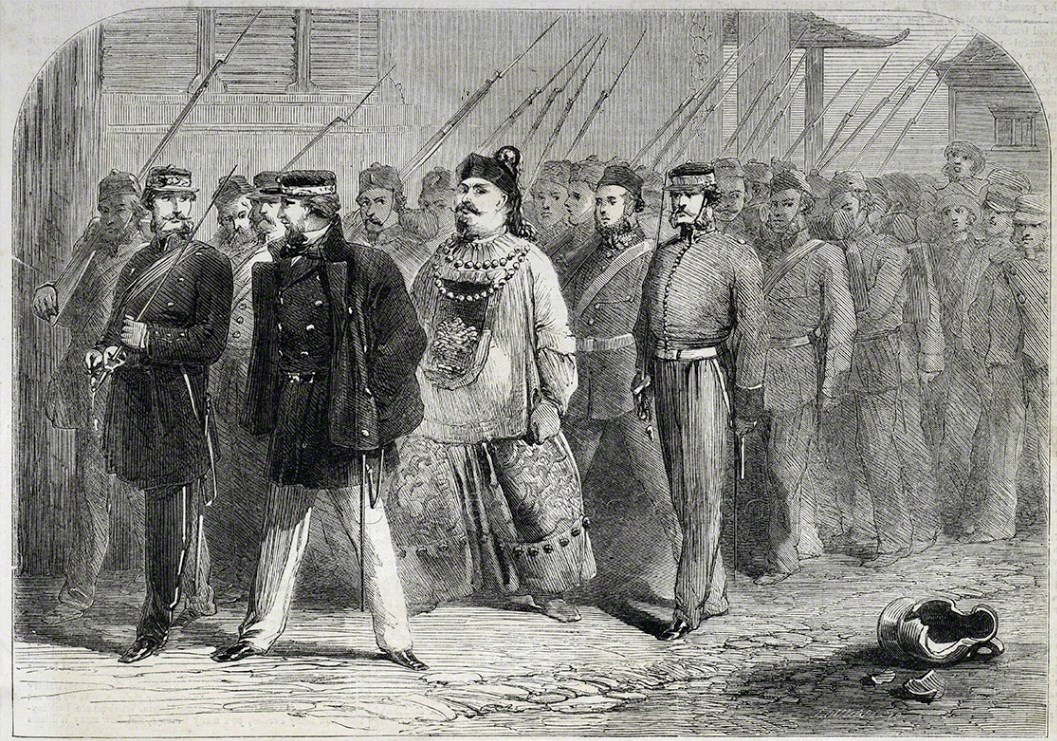
La captura de Ye Mingchen després de la caiguda de Canton

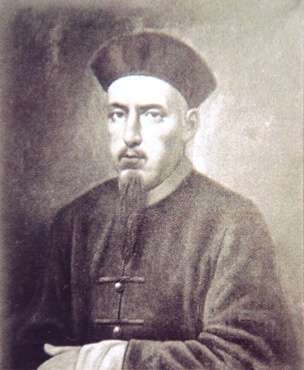
L'execució del missioner francès Auguste Chapdelaine va ser la causa oficial de la participació francesa en la Segona Guerra de l'Opi

La guerra pot ser vista com una continuació de la Primera Guerra de l'Opi (1839-1842), i per això va ser anomenada Segona Guerra de l'Opi.
El 8 d'octubre de 1856, els oficials dels Qing van abordar l'Arrow, un vaixell de propietaris xinesos que havia estat registrat a Hong Kong (en possessió dels britànics) i era sospitós de pirateria i contraban. Dotze subjectes xinesos van ser arrestats i fets presoners. Aquest fet va ser conegut com l'«Incident de l'Arrow». Els oficials britànics de Canton van demanar l'alliberament dels navegants afirmant que, com que el vaixell havia estat recentment registrat per britànics, estava protegit sota el tractat de Nanquín. Només quan va ser demostrat que aquell era un argument feble, els britànics van insistir que l'Arrow havia tingut una insígnia britànica i que els soldats dels Qing havien insultat la bandera. Estant en guerra amb els insurgents de la Rebel·lió Taiping, els Qing no estaven en condicions de rebre un atac d'Occident.
Encara que els britànics es van endarrerir per la Rebel·lió de l'Índia, van respondre a l'Incident de l'Arrow en 1857 atacant Canton (Guangzhou) des del Riu Perla. Ye Mingchen, que es convertiria en governador de les províncies de Guangdong i Guangxi, va alertar els soldats xinesos en els forts. Després de prendre els forts propers a Canton sense gaire esforç, la Royal Navy va atacar la ciutat.
El Parlament Britànic va decidir prendre compensació de la Xina basant-se en l'informe de l'Incident de l'Arrow presentat per Harry Parkes, el cònsol britànic a Guangzhou. França, els Estats Units i Rússia van rebre invitacions per adherir-se al Regne Unit en una aliança. França es va unir a l'acció britànica en contra de la Xina, provocada per l'ajusticiament del missioner francès Pare Auguste Chapdelaine, en l'anomenat «Incident d'Auguste Chapdelaine», per part d'autoritats locals en la província de Guangxi. Rússia i els Estats Units van convidar a Hong Kong a unir-se a la causa anglo-francesa, però mai no va aportar ajuda militar.
Els britànics i els francesos van unir forces sota el comandament de l'almirall Michael Seymour. L'armada britànica, liderada per Lord Elgin, i la francesa, encapçalada per Jean Baptiste Louis Gros, van atacar i van ocupar Guangzhou a finals de 1857. Ye Mingchen va ser capturat, i Bo-gui, el governador de Guangdong, es va rendir. Es va formar un comitè conjunt de l'aliança. Bo-gui va romandre en el seu lloc original per mantenir l'ordre en nom dels agressors. L'aliança anglo-francesa va mantenir el control de Guangzhou per quasi quatre anys. Ye Mingchen va ser exiliat a Calcuta, Índia, on va morir d'inanició.
La coalició es va dirigir després cap al nord per assaltar els forts de Taku, prop de Tientsin (Tianjin) en maig de 1858. La dinastia Qing va demanar la pau signant el tractat de Tianjin el 1858, que l'emperador Tongzhi es va negar a ratificar, reiniciant la guerra, i el 1859 l'exèrcit anglo-francès va envair els Forts de Taku, Tientsin i Pequín, i va cremar el Palau d'Estiu de Pequín i el conflicte es va tancar en 1860 quan l'emperador Tongzhi va ratificar el tractat de Tianjin amb la Convenció de Pequín en la què es van obrir més ports xinesos als estrangers, va permetre la presència de delegacions diplomàtiques a la capital xinesa, l'activitat dels missioners cristians, i la legalització de la importació d'opi.

### Dates importants
- 1839: els oficials xinesos van destruir els carregaments d'opi britànics i llavors va començar la primera guerra.
- 1842: la Xina va firmar el tractat de Nanquín (va ser un tractat de pau entre l'Imperi Britànic i la Xina, que va marcar el final de la primera guerra d'Opi).
- 1856: va començar la segona guerra de l'Opi.
- 1858: la Xina va firmar el tractat de Tianjin (té altres noms com: Tractat de Tientsin, Tractat de Tien-Tsin), va obrir els ports xinesos als estrangers i va legalitzar l'opi.

## Conseqüències

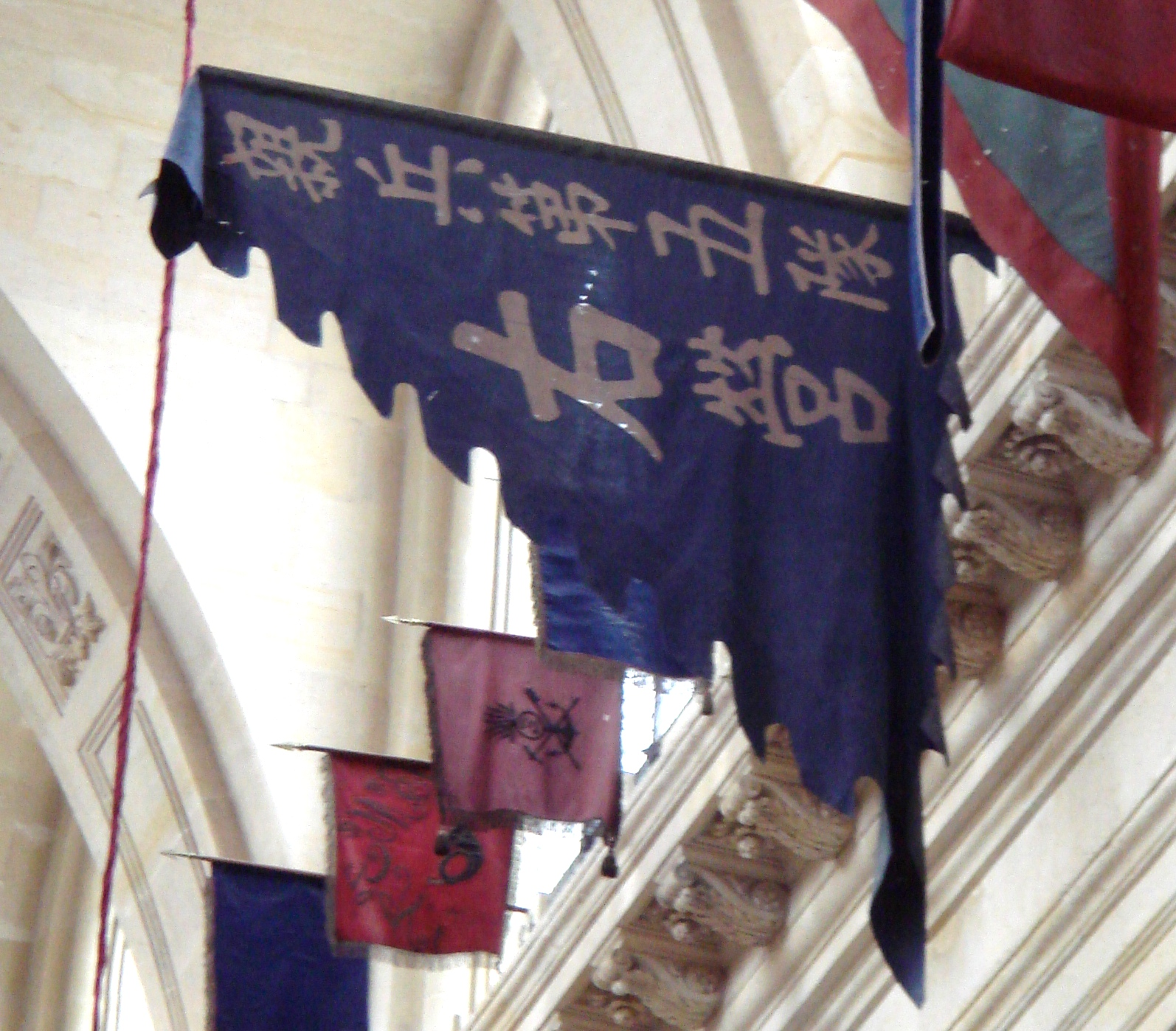
Bandera Qing confiscada per les forces anglo-franceses. La bandera diu "親兵第五隊右營": Guardaespatlles, cinquè esquadró, batalló dret (els tipus d'unitats són aproximats), Els Invàlids.

L'emperador Tongzhi va ratificar el Tractat de Tianjin pel què es van obrir més ports xinesos als estrangers, va permetre la presència de delegacions diplomàtiques a la capital xinesa, l'activitat dels missioners cristians, i la legalització de la importació d'opi.
La Convenció de Pequín va donar per acabat el contracte d'arrendament de la península de Kowloon, i va cedir a perpetuïtat la terra formalment als britànics. En el tractat també es va cedir part de Manxúria a l'Imperi Rus. Es van cedir a Rússia el drets sobre l'Ussuri Krai, una part del modern Krai de Primórie, el territori que corresponia a l'antiga província manxú de Tartària Oriental. El tractat és considerat com un dels tractats desiguals.
En aquell moment, fins al ser superada per la Wikipedia el 2007, l'enciclopèdia més gran mai compilada en la història del món va ser el Yongle Dadian de la Dinastia Ming de 1408, la major part de la qual va ser saquejada o destruïda per soldats estrangers durant el saqueig de Pequín, deixant només un 3,5% dels volums supervivents avui dia. Els britànics, els francesos i —gràcies als plans d'Ignatiev— els russos van obtenir una presència diplomàtica permanent a Pequín (cosa a la qual l'Imperi Qing es va resistir fins al final, ja que suggeria igualtat entre la Xina i les potències europees). Els xinesos van haver de pagar 8 milions de taels a Gran Bretanya i França. Kowloon va ser cedida a Hong Kong, de propietat britànica. El comerç d'opi va ser legalitzat i els cristians van rebre plens drets civils, inclòs el dret a la propietat i el dret a evangelitzar.
El contingut de la Convenció de Pequín incloïa:
1. Signatura del Tractat de Tianjin per part de la Xina
2. Obrir Tianjin com a port comercial
3. Cedir el districte núm. 1 de Kowloon (al sud de l'actual Boundary Street) a Gran Bretanya
4. Llibertat religiosa establerta a la Xina
5. Els vaixells britànics van poder transportar xinesos contractats a les Amèriques
6. La indemnització a Gran Bretanya i França augmenta a 8 milions de taels de plata cadascun
7. Legalització del comerç d'opi

Dues setmanes més tard, Ignatiev va obligar el govern Qing a signar un Tractat Suplementari de Pequín, que cedia les Províncies Marítimes a l'est del riu Ussuri (que formaven part de la Manxúria Exterior) als russos, que van fundar el port de Vladivostok entre 1860 i 1861. La victòria anglofrancesa va ser anunciada a la premsa britànica com un triomf per al primer ministre britànic Lord Palmerston, cosa que va fer que la seva popularitat assolís nous nivells. Els comerciants britànics estaven encantats amb les perspectives d'expansió del comerç a l'Extrem Orient. Altres potències estrangeres també estaven satisfetes amb el resultat, ja que esperaven aprofitar l'obertura de la Xina.
La derrota de l'exèrcit Qing per una força militar anglo-francesa relativament petita (superada en nombre com a mínim de 10 a 1 per l'exèrcit Qing), juntament amb la fugida (i posterior mort) de l'emperador Xianfeng i l'incendi del Palau d'Estiu, va ser un cop impactant per a l'antic poderós Imperi Qing. «Sens cap dubte, el 1860 l'antiga civilització que era la Xina havia estat completament derrotada i humiliada per Occident.»  Després de la guerra, va començar a la Xina un important moviment de modernització, conegut com el Moviment d'auto-enfortiment, i es van iniciar diverses reformes institucionals. A mesura que el govern Qing es va veure cada cop més obligat a pagar indemnitzacions i protegir els occidentals després de la seva derrota a la Segona Guerra de l'Opi i atès els Tractats Desiguals, la resistència al domini Qing va augmentar.
El comerç d'opi va patir una intensa oposició per part del futur primer ministre britànic , William Ewart Gladstone. Com a membre del Parlament, Gladstone ho va qualificar de molt infame i atroç, referint-se en particular al comerç d'opi entre la Xina i l'Índia britànica. Gladstone es va oposar ferotgement a les dues Guerres de l'Opi, es va oposar ardentment al comerç britànic d'opi amb la Xina i va denunciar la violència britànica contra els xinesos. Gladstone la va titllar de "Guerra de l'Opi de Palmerston" i va dir que sentia "temor pels judicis de Déu sobre Anglaterra per la nostra iniquitat nacional envers la Xina" el maig de 1840. Gladstone va fer un famós discurs al Parlament contra la Primera Guerra de l'Opi, criticant-la com "una guerra més injusta en el seu origen, una guerra més calculada en el seu progrés per cobrir aquest país amb una desgràcia permanent". La seva hostilitat envers l'opi provenia dels efectes de la droga sobre la seva germana Helen. A causa del seu disgust per la Primera Guerra de l'Opi, provocada per Palmerston, Gladstone inicialment es va mostrar reticent a unir-se al govern de Robert Peel, però ho va fer el 1841.
 Es van atorgar set condecoracions de la Creu Victòria, totes per la valentia demostrada el 21 d'agost de 1860 per soldats del 44è Regiment d'Infanteria i del 67è Regiment d'Infanteria a la batalla dels Forts de Taku (1860) (vegeu Llista de receptors de la Creu Victòria per campanya)